# École supérieure de biotechnologie Strasbourg
Die École supérieure de Biotechnologie Strasbourg (ESBS) ist eine französische wissenschaftliche Hochschule in Illkirch im Großraum Straßburg, die im Jahr 1982 als autonomes Institut innerhalb der Universität Straßburg (Universität Straßburg I, Louis-Pasteur) gegründet wurde und den internationalen Studiengang Biotechnologie anbietet.
Im Jahr 1988 unterzeichnete die ESBS die auf Betreiben von Herrn Professor Werner Arber, Nobelpreisträger (Medizin) und Rektor der Universität Basel erarbeitete Konvention zur Gründung einer Europäischen Konföderation der Oberrheinischen Universitäten (EUCOR), wodurch sie seither zu den Écoles Européennes des Universités du Rhin Supérieur (Europäische Schulen der Oberrheinischen Universitäten) zählt. Im Rahmen dieser Kooperationen wird die ESB Straßburg getragen von: 
- der Albert-Ludwigs-Universität Freiburg im Breisgau,
- der Universität Basel,
- der Universität Straßburg (bis 2009: Universität Louis Pasteur), der die ESBS verwaltungstechnisch zugeordnet ist

## Studiengang
Der Studiengang Biotechnologie an der ESBS dauert drei Jahre, die nicht wie in Deutschland üblich in Sommer- und Wintersemester eingeteilt werden. Bewerben können sich Studenten mit einem Vordiplom in Biologie, Biotechnologie, Chemie oder einer anderen Natur- oder Ingenieurwissenschaft. Die Auswahl der 40 pro Jahr zugelassenen Studenten erfolgt über Auswahlgespräche an den drei Partneruniversitäten.
Die Ausbildung ist dreisprachig, so dass Bewerber gleichermaßen gute Kenntnisse in Deutsch, Englisch und Französisch benötigen. Der Großteil der Kurse findet in Straßburg statt, die anderen beteiligten Universitäten richten aber auch Vorlesungen und Praktika aus.
Das Studium schließt ab mit einer achtmonatigen Diplomarbeit. Als Abschluss erhalten die Studenten ein deutsches oder schweizerisches Diplom in Biotechnologie und den französischen Abschluss Diplôme d’Ingénieur en Biotechnologie. In naher Zukunft ist zudem der Zusatz des Master-Abschlusses fest eingeplant, um die internationale Konkurrenzfähigkeit des Studienganges weiter zu gewährleisten.
Die ESBS ist ein multikulturelles Institut, welches in seiner Form bislang einzigartig ist. Ziel ist die Ausbildung von Studenten im Fach Biotechnologie in einer internationalen Atmosphäre. Der trilinguale Aufbau der Lehrveranstaltungen wird ermöglicht durch die Partizipation von französischen, deutschen und Schweizer Universitäten. Maximal 40 Studenten werden jedes Jahr ausgewählt, wodurch ein enger Kontakt mit den Lehrkörpern erreicht wird.
Des Weiteren kollaboriert die ESBS mit der Industrie. Wissenschaftler verschiedener Firmen unterstützen die Ausbildung und geben Einblick in das praktische Arbeiten eines Biotechnologen. Zusätzlich ist es den Studenten freigestellt, die 8-monatige Diplomarbeit in diversen Unternehmen oder in beliebigen Forschungsinstituten anzufertigen.
Eine der Hauptunterschiede der ESBS zu anderen Universitäten ist das Studienprogramm. Alle wichtigen großen Felder der Biotechnologie werden darin behandelt, wodurch sich Studenten alle Möglichkeiten ohne Festlegungen bis zum Ende des Studiums offenhalten. Dadurch sind sie außerdem auch besonders geeignet für interdisziplinäre Arbeiten. Zentrale Bestandteile der Lehre sind diverse Bereiche der angewandten Biologie, mathematisches und physikalisches Grundlagenwissen sowie Ingenieurwissenschaften.

## Geschichte
Die ESBS wurde im Jahr 1982 von den Professoren Jean-Pierre Ebel und Pierre Chambon nach dem Vorbild der französischen Ingenieurschulen gegründet und im Jahr 1987 offiziell vom Ministerium für nationale Bildung und Forschung registriert. 1994 zog sie aus der Universität Straßburg I Louis-Pasteur um in einen Neubau im Straßburger Stadtteil Illkirch, um Teil des API-Pols auf dem dortigen Technologiecampus zu werden. Seit dieser Zeit gehören auch zahlreiche unabhängige Forschungslabore zur Schule und die Studentenkapazität wurde ausgebaut.

## Preise
- 2003: Prix Bartholdi: Bi-/Trinationale Studiengänge
- 2003: DaimlerChrysler Services Preis